# 钟家庆
钟家庆（1937年12月4日—1987年4月12日），中华人民共和国数学家，中国科学院研究员，博士生导师，首届陈省身数学奖得主。有以其名字命名的钟家庆数学奖，用于表彰和奖励优秀的数学专业的硕士研究生、博士研究生。被誉为被誉为中国"中年知识分子的杰出代表"。

## 生平
- 1937年12月4日，出生于旧知识分子家庭。
- 1950年，于芜湖市长春小学毕业，考入芜湖市第二中学读初中。
- 1953年，考入芜湖市第一中学读高中。
- 1956年，考入北京大学数学力学系。
- 1962年，考入中国科学院数学研究所，师从华罗庚，成为其研究生。
- 1968年，开始在清华大学与中国科学技术大学任教。
- 1978年，回到中国科学院数学研究所。
- 1984年，加入中国共产党。
- 1987年，以最高评分获得陈省身数学奖，同年突发心脏病逝世。